# إنياكي ألكيزا
إنياكي ألكيزا (31 يوليو 1933 - 16 مايو 2023) هو لاعب كرة قدم إسباني سابق، ورئيس نادي ريال سوسيداد بين عامي 1983 و 1992، واللاعب في النادي نفسه بين عامي 1955 و 1961، وسياسي قومي باسكي، وهو والد لاعب كرة القدم الدولي بيتور ألكيزا.